# 열전도율
열전도율(熱傳導率, 영어: Thermal conductivity, k, λ, κ로 나타냄)은 열전달을 나타내는 물질의 고유한 성질이다. 열전도율의 SI 단위는 W/(m⋅K)이다.
예를 들면, 1기압, 293K(=20 °C) 조건에서, 공기의 열전도율은 0.025 W/(m⋅K)로 낮으며, 물의 열전도율은 대략 0.5918 W/(m⋅K)이고, 알코올과 기름은 0.100 W/(m⋅K)이다.
구리의 열전도율은 약 401 W/(m⋅K)이다.
따라서, 높은 열전도율을 가지는 물질은 열을 흡수하는데 쓰이고, 낮은 열전도율을 가지는 물질은 절연(絶緣)에 쓰인다. 물질의 열 전도율은 온도에 의존하며, 같은 물질이라도 온도에 따라 열전도율이 다르다. 열 전도율의 역수는 열저항이라고 한다.
열 전도율은 텐서로 나타내는데, 이것은 열이 전달될 때 각 방향으로 전달되는 열의 크기가 다르다는 것을 의미한다.
열전도율의 측정방식은 열선법(Hot wire method), 열유속법 (Guarded Heat flow method), 열평판법 (Guarded Hot plate method)으로 구분되며 재료의 열전달 능력을 정확이 측정하기 위해 각각의 측정법이 개발되었다.
열전도율 기본 공식은 다음과 같다. 
{\displaystyle P=-kA\nabla T}
(P=열류량(W, J/s와 동일) A=시료의 면적(m2) k = 열전도율(W/mK, ∇T = 온도 기울기(K/m)

## 같이 보기
- 열펌프
- 전열
- 전열
- 비열용량
- 열확산도
- 서미스터
- 열전대
- 열역학
- 난융 금속